# ماتياس جونز
ماتياس جونز (بالإسبانية: Matías Jones) (1 يوليو 1991 بمونتفيدو في الأوروغواي - ) هو لاعب كرة قدم أوروغواني في مركز الهجوم. شارك مع منتخب الأوروغواي تحت 20 سنة لكرة القدم. أما مع النوادي، فقد لعب مع ديفينسور سبورتينغ وريفر بليت ونادي إيمن ونادي دانوبيو ونادي غرونينغن ولا إكويداد ‏ وسان مارتين دي سان خوان.

## وصلات خارجية
- ماتياس جونز على موقع قاعدة بيانات كرة القدم.إي يو (الإنجليزية)
- ماتياس جونز على موقع Soccerway.com (الإنجليزية)
- ماتياس جونز على موقع AS.com (الإسبانية)